# John Stafford Smith
John Stafford Smith, född 30 mars 1750 i Gloucester, död 21 september 1836 i London, var en brittisk kompositör och sångare. Han skrev bland annat melodin till The Anacreontic Song som senare kom att användas som melodi i The Star-Spangled Banner.